# Монтес Кларос
Монтес Кларос (порт. Montes Claros) град је у Бразилу у савезној држави Минас Жераис. Према процени из 2007. у граду је живело 352.384 становника.

## Становништво
Према процени из 2007. у граду је живело 352.384 становника.
| 1991.   | 2000.   |
| ------- | ------- |
| 250,062 | 306,947 |